# پپروناتا
پپروناتا یک خورش آب‌پز سبزیجات ایتالیایی است که معمولاً از فلفل دلمه‌ای قرمز، گوجه‌فرنگی و سیر تشکیل شده است. ممکن است به عنوان سس برای پاستا استفاده شود یا به عنوان مخلفات برای غذاهای گوشت و ماهی سرو شود. همچنین ممکن است به عنوان بخشی از راگو گنجانده شود. آشپزی مالتی از فلفل برشته شده در روغن و سرکه استفاده می کند.